# Nulla quaestio
Nulla quaestio (in italiano "nessuna questione", "nessun problema") è una locuzione latina della tradizione giuridica medievale, utilizzato, spesso in relazione a varie ipotesi, per indicare che in una determinata circostanza una data questione non si pone (per esempio: se A, allora nulla quaestio; se B, allora...).